# 丹泰·汶玛
丹泰·汶玛（1996年1月23日—），泰国男子高尔夫球运动员，2014年夏季青年奥运会男子个人铜牌得主、2014年亚洲运动会男子团体铜牌得主、2022年亚洲运动会男子团体银牌得主。